# Seth Price
Seth Price (* 1973 in Scheich Dscharrah) ist ein palästinensischer Multimediakünstler.

## Leben und Werk
Seth Price studierte an der Brown University in Rhode Island.
Seth Price arbeitet mit vielen Medien. 2011 gestaltete er mit Tim Hamilton eine Kleiderkollektion. Er arbeitet neben Kleidung und Textilien auch im Bereich Skulptur, Installation, 16-mm-Film, Video, Fotografie, Zeichnung, Malerei, Webdesign, Musik, Sound und Dichtung.
Eines der zentralen Themen in Prices Arbeit ist der bedrohte Status des Subjekts.

## Ausstellungen (Auswahl)

### Einzelausstellungen
- 2007: Seth Price Modern Art Oxford, Oxford (mit Kelley Walker)
- 2008: Seth Price Kunsthalle Zürich, Zürich
- 2008: Seth Price Kölnischer Kunstverein, Köln
- 2009: Seth Price Museo d’Arte Moderna di Bologna, Bologna
- 2013: Steh Pirce, Reena Spaulings Fine Art, New York
- 2014: Made Impure, Eden Eden, Berlin
- 2017: Social Synthetic, Stedelijk Museum, Amsterdam
- 2018: Danny, Mila, Hannah, Ariana, Bob, Brad, MoMA PS1, New York

### Gruppenausstellungen
- 2009: Altermodern, 4. Tate Triennial, Tate Britain, London
- 2010: 10,000 Lives, 8. Gwangju Biennale, Gwangju
- 2011: ILLUMinations, 54. Biennale di Venezia, Venedig
- 2012: dOCUMENTA (13), Kassel